# Résine photosensible
 (septembre 2008).
Si vous disposez d'ouvrages ou d'articles de référence ou si vous connaissez des sites web de qualité traitant du thème abordé ici, merci de compléter l'article en donnant les références utiles à sa vérifiabilité et en les liant à la section « Notes et références ».

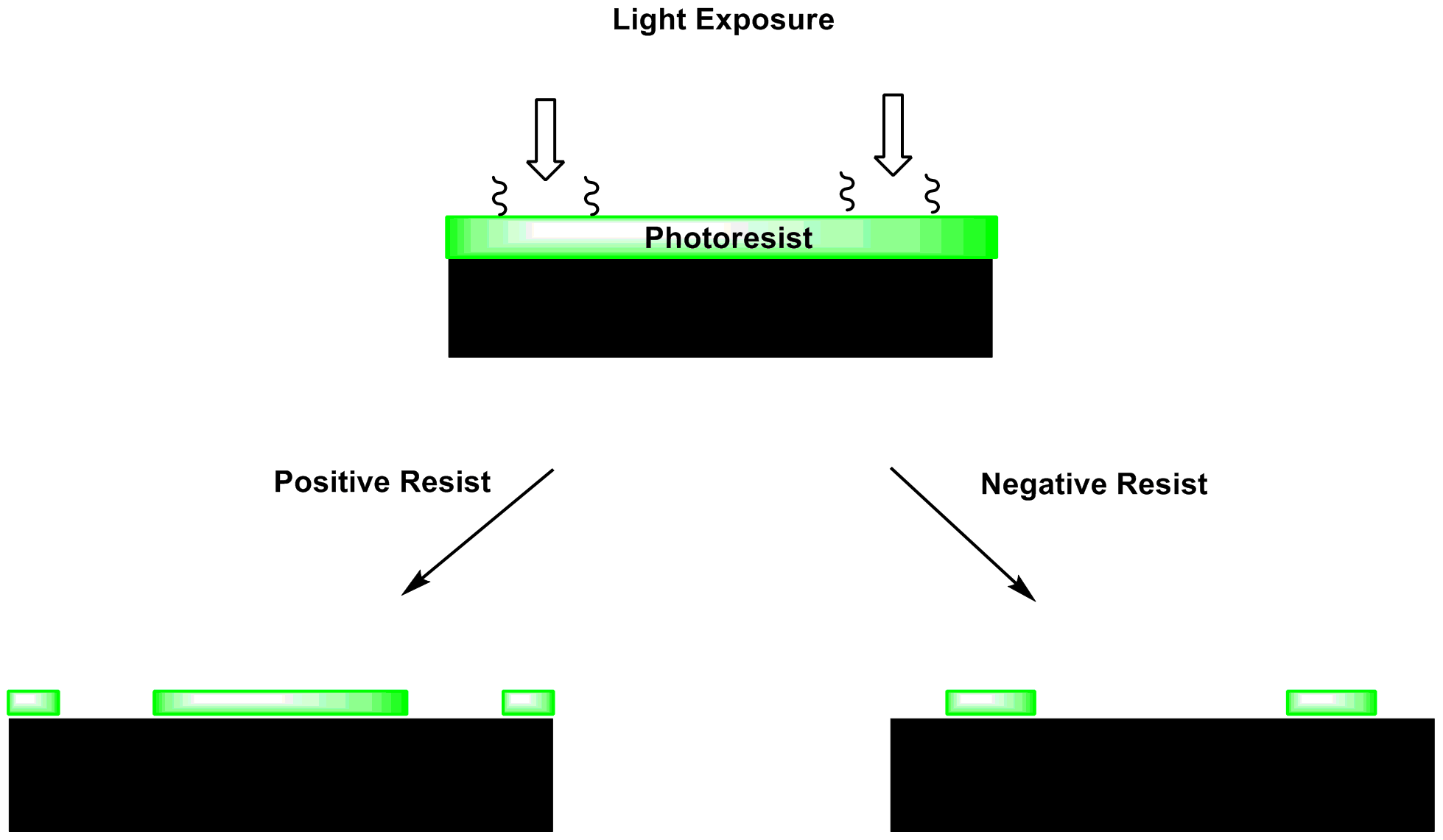
Schéma décrivant les types de résine positives et négatives après exposition à la lumière.

La résine photosensible (appelée aussi photorésine et parfois photorésist) est un matériau photosensible utilisé dans de nombreux procédés industriels, comme la photolithographie ou la photogravure, afin de former un revêtement protecteur ajouté à la surface d'un substrat.

## Classes de résines photosensibles
Les résines photosensibles peuvent être classées en deux groupes, les résines « positives » et les résines « négatives » :
- une résine « positive » est un type de résine photosensible pour laquelle la partie exposée à la lumière devient soluble au révélateur et où la partie de résine photosensible non exposée reste insoluble ;
- une résine « négative » est un type de résine photosensible pour laquelle la partie exposée à la lumière devient insoluble au révélateur et où la partie de résine photosensible non exposée reste soluble.

## Absorption aux UV et à des longueurs d'onde plus courtes
Les résines photosensibles sont habituellement utilisées à des longueurs d'onde dans le spectre ultraviolet ou plus courtes encore (< 400 nm). Ainsi par exemple, le DNQ absorbe entre 300 et 450 nm approximativement. Les bandes d'absorption peuvent être assignées aux transitions n-p* (S0-S1) et p-p* (S1-S2) dans la molécule de DNQ. Dans l'ultraviolet lointain, la transition électronique π-π* dans le benzène ou dans les chromophores à doubles liaisons carbonées se situent autour de 200 nm. Comme la plupart des transitions d'absorption nécessitent de plus grandes différences d'énergie, l'absorption tend à croître avec les longueurs d'onde les plus courtes (c'est-à-dire, présentant une plus grande énergie). Les photons dont l'énergie est supérieure au potentiel d'ionisation de la résine photosensible (soit typiquement de l'ordre de 8 eV) peuvent aussi relâcher des électrons pouvant être responsables d'une exposition supérieure de la résine. De 8 à 20 eV environ, la photoionisation des électrons « de valence » externes est le principal mécanisme d'absorption. Au-delà de 20 eV, l'ionisation des électrons internes et les transitions Auger deviennent plus importants. L'absorption de photons commence à décroître lorsque l'on approche de la région des rayons X, lorsque de moins en moins de transitions Auger sont autorisées pour les énergies photoniques les plus élevées relativement. L'énergie absorbée peut induire d'autres réactions et est finalement dissipée sous forme de chaleur. Cela est associé avec le dégagement de gaz et la contamination issue de la résine photosensible.

## Exposition à un faisceau électronique
Les résines photosensibles peuvent aussi être exposées à des faisceaux électroniques, ce qui produit les mêmes résultats que l'exposition à la lumière. La différence principale est que lorsque les photons sont absorbés, l'énergie est déposée en une seule fois, alors que les électrons déposent leur énergie graduellement et diffusent dans la résine photosensible durant le processus. Comme pour les longueurs d'onde de hautes énergies, de nombreuses transitions sont excitées par les faisceaux électroniques, et le chauffage et le dégagement gazeux sont également concernés. L'énergie de dissociation pour une liaison C-C est de 3,6 eV. Les électrons secondaires générés par le rayonnement ionisant primaire ont des énergies suffisantes pour dissocier cette liaison, provoquant sa rupture. De plus, les électrons de faible énergie ont un temps d'interaction plus long avec la résine photosensible en raison de leur vitesse plus faible. La scission coupe le polymère initial en segments de plus faibles masses moléculaires, plus susceptibles d'être dissous dans un solvant.

Il n'est pas habituel d'utiliser des résines photosensibles pour une exposition à un faisceau électronique. La lithographie à faisceau d'électrons utilise des résines spécialement conçues pour cet usage.

## Résine photosensible DNQ-novolaque
Une résine photosensible positive très commune, utilisée avec les bandes I, G, et H d'une lampe à vapeur de mercure, est basée sur un mélange de diazonaphtoquinone (DNQ) et d'une résine novolaque (résine de phénolformaldéhyde). La DNQ inhibe la dissolution de la résine novolaque, cependant, sous exposition de lumière, le taux de dissolution croît même au-delà de celui de la novolaque pure. Le mécanisme par lequel le DNQ non exposé inhibe la dissolution de la résine novolaque n'est pas encore bien compris, mais on pense qu'il est lié aux liaisons hydrogène (ou plus exactement un couplage diazoïque dans la région non-exposée). Les résines photosensibles DNQ-novolaque sont développées par dissolution dans une solution basique (habituellement dans une solution à 0,26 N d'hydroxyde de tétraméthylammonium dans de l'eau).

## Résines photosensibles DUV
Les résines photosensibles DUV (pour deep ultraviolet : ultraviolet lointain) sont typiquement des polymères basés sur les polyhydroxystyrènes avec un générateur photoacide procurant le changement de solubilité. Cependant, ce type de matériau n'utilise pas le diazocouplage. Les mécanismes couplés des absorptions benzène-chromophore et DNQ-novolaque conduisent à une absorption plus importante par les résines DNQ-novolaque dans l'ultraviolet lointain, nécessitant une plus grande quantité de lumière pour atteindre une exposition suffisante. L'absorption forte dans l'ultraviolet lointain conduit à une diminution de la sensibilité de la résine photosensible.

## Amplification chimique
Les résines photosensibles utilisées en production dans les ultraviolets ou dans les longueurs d'onde plus courtes nécessitent l'utilisation d'une amplification chimique afin d'accroître leur sensibilité à l'exposition à l'énergie. Cela est effectué afin de contrer l'absorption plus importante aux longueurs d'onde courtes. L'amplification chimique est parfois aussi utilisée pour les expositions à un faisceau électronique afin d'accroître la sensibilité aux doses d'exposition. Des acides relâchés durant le procédé par la radiation d'exposition diffusent durant l'étape de post-exposition. Ces acides rendent le polymère d'entourage soluble dans le révélateur. Une seule molécule d'acide peut catalyser de nombreuses réactions de déprotection ; par conséquent, moins de photons ou d'électrons sont nécessaires. La diffusion d'acide est importante non seulement pour accroître la sensibilité et la qualité de la résine photosensible, mais aussi pour limiter la rugosité de la ligne de bord due au bruit statistique. Cependant, la longueur de diffusion de l'acide est en elle-même un limiteur potentiel de la résolution. De plus, trop de diffusion réduit le contraste chimique, conduisant encore à plus de rugosité.
Une résine photosensible négative amplifiée très commune est basée sur des polymères de type époxyde et la libération d'acide de Lewis par le photo-amorceur. Le nom commun de ce produit est la résine SU-8, qui peut être indifféremment exposée à un rayonnement ultraviolet (i-line) ou à un faisceau électronique.